# Turbinicarpus pseudopectinatus
Turbinicarpus pseudopectinatus (Backeb.) Glass & R.A.Foster è una pianta della famiglia delle Cactaceae endemica del Messico.

## Descrizione
Piccolo cactus globoso o brevemente allungato, alto 5–7 cm e largo 2,5–5 cm. Il fusto, di colore verde scuro, è solcato da 24 o più costolature, generalmente spiralate o turbercolate. Alla sommità di ogni tubercolo sono presenti areole bianche, che portano numerose spine bianche disposte a pettine (da cui il nome). I fiori che sbocciano all'inizio dell'estate, larghi circa 3 cm, hanno la corolla di colore rosa violetto.

## Distribuzione e habitat
Questa specie è diffusa nel Messico centrale (stati di Coahuila, Nuevo León, San Luis Potosí e Tamaulipas), in zone aride e ghiaioso calcaree della Sierra Madre Oriental.
Nel complesso della specie Turbinicarpus pseudopectinatus è stata inserita la Pelecyphora pulcherrima (SABATINI, 1991), che si caratterizza, da adulta, per una breve ed evidente spina centrale, angolata di 45° rispetto al corpo della pianta.

## Coltivazione
Turbinicarpus pseudopectinatus ha bisogno di una posizione molto arieggiata, luminosa o a mezz'ombra ma mai col sole diretto, substrato fertile e ben drenato. Le annaffiature devono essere moderate durante la stagione vegetativa, assenti da metà autunno alla primavera. Può resistere ad una temperatura prossima a 0°. Seminare in primavera.